# Ole Kjær
Ole Kjær (født 16. august 1954 i Kolding) er en dansk tidligere fodbold-målmand. Han spillede 26 A-Landskampe for Danmarks fodboldlandshold, hvor han i alt lukkede 31 mål ind. Han var en del af Sepp Pionteks succesrige "dynamit-hold" i begyndelsen af 1980'erne, hvor han kæmpede om målmandspladsen med Ole Qvist og Troels Rasmussen.
Ole Kjær var en relativt høj målmand med et stort vingefang. Han var en rolig målmand, der sjældent gik i panik, og han havde nogle lynsnare reaktioner. Ole Kjær var ekspert i at klare straffespark. Før pokalfinalen i 1976 sagde statistikken, at han havde klaret 9 ud af de sidste 11 straffespark, der var blevet skudt på ham.

## Seniorkarriere
- Esbjerg fB 1973-86
- Næstved IF 1986-89
- Esbjerg fB 1990-92

Ole Kjær startede som 6-årig i Jerne IF (som centerforward), men skiftede allerede som 8-årig til Esbjerg fB. Debuterede for EfB som 18-årig. Det mest usædvanlige ved karriereforløbet var, at han blev boende i Esbjerg, mens han spillede i Næstved. For Esbjerg var han med til at vinde pokalturneringen i 1976 (2-1 over Holbæk) og DM-guld i 1979. I 1978 blev han kåret som Årets Fodboldspiller i Danmark. Med sine 474 kampe har Ole Kjær klubrekorden i Esbjerg fB foran Jens Peder Hansen, der spillede 465 kampe.

## Landsholdskarriere
Debuterede på landsholdets tur til Afrika i 1977 mod Senegal (3-2). Den 22-årige Ole Kjær havde afløst den jævnaldrende Per Wind, der havde stået den første kamp på turen. Det blev en varm start for Esbjerg-målmanden, idet hjemmeholdet førte 2-1 efter 30 minutters spil. I løbet af syv år spillede Ole Kjær 26 landskampe, og det er specielt kampen mod England (1-0) på Wembley i 1983, der huskes. Meget havde set anderledes ud for dansk fodbold, hvis han ikke med en fantomredning i overtiden havde klaret Luther Blissetts skud fra "klos hold".Så var Danmark nemlig ikke kommet med til EM i Frankrig 1984.
Ole Kjær var med ved EM, men måtte fra bænken nøjes med at følge de spændende kampe – og kollegaen Ole Qvists præstationer. Ole Kjær spillede sin sidste landskamp i marts 1984, da et helt utrænet dansk hold tabte 0-6 i Amsterdam til Holland. Efter kampen blev han citeret for "det er ikke min skyld". Trods denne sæk kunne han holde et gennemsnit på 1,1 mål pr. kamp.
Ole Kjær opnåede desuden 3 kampe på U-landsholdet i 1975.

## Efter karrieren
I august 1993 blev der arrangeret testimonial-kamp i Esbjerg, hvor 15.500 tilskuere så landsholdet fra EM '84 mod landsholdet fra EM '92. Ole Kjær er uddannet som tømrer. Han har arbejdet 6 år i sportsforretning, solgt ferieboliger på La Santa Sport for Tjæreborg, været sælger i ti år for Naturgas Syd, været direktør for Esbjerg Elite (1994-96) og været ansat i TDC og DanReklame. Ole Kjær var meget benyttet på Oldboys-landsholdet, indtil han brækkede benet i en sommerkamp i år 2000.
Ole Kjær bor stadig i Esbjerg og træner i sin fritid EfB's helt unge målmandstalenter under 14 år. Han er født i Kolding.